# 황가히
황가히는 대한민국의 연극 배우이자, 모델이다.

## 생애
황가히는 2009년 중앙대학교 연극학과를 졸업했으며, 연극 및 영화에서 활동하는 배우이며, 또한 레이싱 모델과 활동하고 있다. 2005년 데뷔하여 모터쇼, 레이싱경기, 방송,공연 등 다양한 분야에서 활동한 바 있다. 황가히라는 이름은 한글의 첫글자인 "가"와 마지막 글자인 "히"를 따서 할머니가 손수 지어주신 이름이다.

## 출연 작품

### 뮤지컬
- 2008년 창작뮤지컬 《호호(呼好)-소리내어 사랑을 부르다》 - 진정 역[1]

## 방송
- Edaily TV 힐링타임 MC
- 김현중 뮤직비디오 럭키가이
- TVN 롤러코스터

## 모델 활동
- 2005년 서울 모터쇼 폭스바겐 모델
- 2006년 부산 모터쇼 현대자동차 모델
- 2007년 서울 모터쇼 현대모비스 모델
- 2008년 부산 모터쇼 쌍용자동차 모델
- 2009년 서울 모터쇼 GM대우 모델
- 2010년 부산 모터쇼 GM대우 모델
- 2010년 서울오토살롱 Huper Optik 부스 모델
- 2011년 서울 모터쇼 푸조 모델
- 2011년 상하이모터쇼 넥센타이어 모델
- 2011년 지스타게임쇼 SEGA 모델
- 2012년 부산 모터쇼 쌍용자동차 모델

### 레이싱
- 2008년 CJ 슈퍼레이스 챔피언십 KIXX 레이싱팀 전속 레이싱모델
- 2008년 한국타이어 DDGT 챔피언십 MK 전속 레이싱모델
- 2009년 코리아 스쿠터레이스 챔피언십(KSRC) 모델
- 2010년 스피드페스티벌 쉘 전속 레이싱모델
- 2011년 넥센타이어 전속 레이싱모델
- 2011년 성우인디고 레이싱팀 전속 레이싱모델
- 2012년 인제 오토피아 레이싱팀 전속 레이싱모델

### 광고 모델
- “한복이야기” 홍보 모델
- SONY PSP 지면 모델
- SKT KTX 지면 모델
- LG텔레콤 홍보 영상 촬영
- 국순당 백세주 CF 촬영
- 해태제과 자유시간 CF 촬영
- 잡지 “뷰티라이프” 헤어 모델
- 잡지 “헤어 그라피” 헤어 모델
- 잡지 “Ceci” 뷰티 모델
- 잡지 “유행통신” 뷰티 모델